# 恩里克·卡萨斯·比拉
恩里克·卡萨斯·比拉（西班牙語：Enrique Casas Vila，1943年10月9日—1984年2月23日）是西班牙核物理学家，政治人物。巴斯克社会党党员。1984年遭暗杀身亡。

## 生平
卡萨斯出生于西班牙南部格拉纳达省小城瓜迪斯。本科毕业于西德埃朗根-纽伦堡大学纽伦堡校区物理学专业，加入了西班牙工人社会党和劳动者总联盟。1977年，他当选为工人社会党巴斯克地区组织书记；1979年当选为巴斯克社会党吉普斯夸省委员会总书记。他与芭芭拉·迪尔科普结婚，育有四个孩子。1981年，他当选为西班牙参议院议员，代表巴斯克议会。1982年底，他当选巴斯克议会议员，代表吉普斯夸选区。
1984年2月23日下午，卡萨斯从圣塞瓦斯蒂安的住所离家，准备前往巴斯克社会党党部时，一名等待在他家门口的蒙面恐怖分子向他连开数枪后逃逸。卡萨斯当场中弹身亡。
袭击者是无政府主义组织反资本主义者自治突击队成员，这个组织在1970年代脱离恐怖组织埃塔而独立。

## 纪念
2014年6月，巴斯克议会的墙壁上安放了一块纪念卡萨斯的牌匾。